# 渡辺駛水
渡辺 駛水（わたなべ はやみ、文久元年（1861年）7月15日 - 大正10年（1921年））は、日本の政治家、実業家。米子町長、福生村長。鳥取県会議員、県会議長、西伯郡会議員。号は日川。鳥取県士族。

## 経歴
会見郡上福原村に生まれた。父・齊の嫡男。郷校を経て小学の課程を修了、郷儒の山内氏に従って漢籍を修めた。鳥取師範（現鳥取大学）卒。
明治23年（1890年）福生村助役、翌年に村長となり明治32年（1899年）まで在職。明治29年（1896年）から3年間は西伯郡会議員を兼ね、明治30年（1897年）～大正6年（1917年）まで20年間の長きにわたって鳥取県会議員を務めた。その間、明治34年（1901年）から明治40年（1907年）まで県会議長を2期、明治34年（1901年）から明治42年（1909年）までの8年間は、第6代米子町長の重職にあった。

## 人物像
日川と号して漢詩をよくした。

## 家族・親族

### 渡辺家
（鳥取県米子市上福原）
- 父・齊[1]（鳥取県士族[1]）
- 母・りき[1]（鳥取県士族・河崎半三女[1]）
- 妹・つや[1]
- 妻・くら[1]

## 関連
- 坂口平兵衛 (初代)
- 山陰電気